# Wheelock, England
Wheelock är en ort i civil parish Sandbach, i distriktet Cheshire East, i grevskapet Cheshire, i England. Orten hade 2 151 invånare år 2021. Wheelock var en civil parish 1866–1936 när blev den en del av Sandbach och Haslington. Civil parish hade 756 invånare år 1931. Byn nämndes i Domedagsboken (Domesday Book) år 1086, och kallades då Hoiloch.